# Кошлевский, Валерий Демьянович
Валерий Демьянович Кошлевский (20 февраля 1952, Бандурово, Одесская область — 13 марта 2015, Египет) — советский и российский государственный деятель, юрист. Прокурор Пензенской области с 2000 по 2013 гг. Заслуженный юрист Российской Федерации (2012). Почетный работник прокуратуры Российской Федерации (2004).

## Биография
Родился 17 мая 1952 года в селе Бандурово на Украине.
В 1977 году окончил Саратовский юридический институт им. Д. И. Курского, где получил квалификацию «юрист».
С 1977 по 1978 гг. работал следователем прокуратуры Октябрьского района города Пензы.
С 1978 по 1980 гг. — старший следователь Пензенской областной прокуратуры. В 1980-1983гг — прокурор отдела общего надзора Пензенской областной прокуратуры.
С 1983 по 1986 гг. занимал должность прокурора Кондольского района Пензенской области. Затем, в рамках государственной программы ротации кадров, был направлен на работу в Узбекскую ССР на должность 1-го заместителя прокурора Каракалпакской АССР.
С 1988 по 1990 гг. возглавлял прокуратуру города Людиново Калужской области.
С 1990 по 1994 гг. работал прокурором Лунинского района Пензенской области.
С 1994 по 2000 гг. работал прокурором Железнодорожного района города Пензы.
В 2000 году обучался в Институте усовершенствования руководящих кадров Прокуратуры РФ в Москве.
С 2000 по 2013 гг. — прокурор Пензенской области.
В. Д. Кошлевского не стало 13 марта 2015 года. Похоронен на Аллее Славы Новозападного кладбища города Пензы.

## Награды
- Заслуженный юрист Российской Федерации (9 января 2012) — за заслуги в укреплении законности и правопорядка, многолетнюю добросовестную службу[3]
- Почетный работник прокуратуры Российской Федерации (2004)
- Заслуженный юрист Пензенской области
- Орден Сергия Радонежского 3 степени
- Памятный знак «За заслуги в развитии города Пензы» (26 февраля 2010)[4]